# ホモホモ7
『ホモホモ7』（ホモホモセブン）は、みなもと太郎による日本の漫画。

## 概要
『週刊少年マガジン』（講談社）にて1970年30号から1971年13号にかけて連載された、スパイものの設定を借りたギャグ漫画。スパイもので主流の劇画調の絵柄と、それとはおおよそ似つかわしくないギャグ漫画調の絵柄を混在させ、それまでになかった独特のギャグマンガを作り上げた。現在多くの漫画作品で普遍的に見られる、シリアスな作品でも笑いの入る場面でキャラクターの顔がギャグ漫画調に崩れる手法、またその逆にギャグ作品で崩れた顔のキャラクターがリアルな顔に変化してそのギャップで笑わせる手法は、本作がルーツとなっている。
各エピソードは、『昭和残侠伝シリーズ』、『ベン・ハー』、『男と女』などの映画のパロディになっているだけでなく、作中にも『ゴルゴ13』、『ハレンチ学園』、『キッカイくん』などの人気作品や、この当時はまだまったく知られていなかった『超人ロック』のパロディがあり現在でも楽しめる内容になっている。
元々は『ビッグコミック』（小学館）用に描いた未公開の代原『レスレス7喜々一発』で、これが『週刊少年マガジン』の副編集長に気に入られて連載となった。
読者対象であった小・中学生からの支持はあまり得られず、編集部内での受けは悪かったというが、高年齢層からの人気は高かった。「斬新な実験作」と見られており、いしかわじゅんは漫画の評論を中心としたエッセイ「漫画の時間」で本作を取り上げ、その後のギャグ漫画に与えた影響について熱心に語り、大塚英志や竹熊健太郎やとり・みきは、それまでの漫画とは違ったこの漫画を読んで衝撃を受けたという。また、島本和彦も自身の作品内の登場人物の発言として本作の手法の斬新さに言及している。

## あらすじ
舞台はフェミニズムの風潮がいっそう強くなる世界。男性の権利を守るため、男性のみで構成されるスパイ組織「ホモホモ・ブロック」は、宿敵である女性のみの組織「レスレス・ブロック」と、日々激しい抗争を繰り広げていた。潤沢な予算と人員によって大規模かつ多種多様な組織を構築しているレスレス・ブロックに対し、ホモホモ・ブロックは予算の乏しい小規模運営を強いられていたが、ホモホモ・ブロックのエージェントであるホモホモ7は、上司である長官の指令を携え、幾分かズッコケながらも縦横無尽の活躍を成し、さらには敵対するレスレス・ブロックの女性エージェントに次々と惚れられてしまうという特性によって、敵の組織や計略を打破していく。

## キャラクター
ホモホモ7
主人公。通称“セブン”。普段の姿は三頭身のギャグ漫画調でほとんど落書きのような絵柄だが、仕事は忠実に履行し、心優しく、女性からはモテまくる。名前の由来はスパイものの金字塔007シリーズからとられたものであり、「♂♂7」と表記されることもある。殺し屋スタイルの帽子と特徴的なもみあげは、貸本劇画のパロディとなっている。
長官
「ホモホモ・ブロック」の長官で、ホモホモ7に指令を出す上司。お調子者で、スケベな老人。スパイ組織の責任者という自覚があるのかないのか、ほとんどセブンや他の構成員たちと一緒に遊んでばかりいる。カッコつけようとして、よく劇画調の絵柄になる。
セブリーヌ
自分を捨てた男の子供を産婦人科で堕胎した帰りにホモホモ7と出会った美女。最終回で二人は幸せになる。
レスレスセブン
三頭身のギャグ漫画調で描かれているが、IQ138、サイズ99・69・109。趣味と研究を兼ねてレスボス島の捕虜解剖研究所勤務である。ホモホモセブンを暗殺するために派遣され、閉会直後の大阪万博会場で死闘を繰り広げる。

## 単行本
4度単行本化されている。
- 1971年に若木書房から全2巻発売。
- 1986年にSG企画から全1巻で発売。
- 1999年にさくら出版から全2巻。
- 2003年にブッキングから「完全版」と銘打って全1巻。

さくら出版の単行本については印税未払いの問題があり（漫画原稿を守る会も参照）、作者曰く「印税100ン万円」踏み倒されたとのこと。
現在はマンガ図書館Zから電子書籍が無料配信されており、「完全版」と「傑作選」の2種類が配信されている。